# 吉川英治全集
『吉川英治全集』（よしかわえいじぜんしゅう）は、吉川英治作品の全集である。これまでに3種類の全集が刊行されている。
1. 平凡社版全集（全18巻）
2. 講談社版全集(旧版)（全56巻）
3. 講談社版全集(新版)（全58巻）

## 書誌情報

### 平凡社版全集
1931年（昭和6年）から1933年（昭和8年）に平凡社から刊行された。全18巻。収録作品は以下の通り。
1. 第1巻 金忠輔・剣難女難
2. 第2巻 貝殻一平
3. 第3巻 牢獄の花嫁・かんかん虫は唄ふ
4. 第4巻 江戸城心中・春秋編笠ぶし
5. 第5巻 神変麝香猫・飢ゑたる彰義隊
6. 第6巻 万花地獄
7. 第7巻 恋ぐるま（上）
8. 第8巻 恋ぐるま（下）
9. 第9巻 鳴門秘帖（前篇）
10. 第10巻 鳴門秘帖（後篇）
11. 第11巻 処女爪占師・女来也
12. 第12巻 坂東侠客陣・一領具足組
13. 第13巻 江戸三国志（前篇）
14. 第14巻 江戸三国志（後編）
15. 第15巻 さけぶ雷鳥・ナンキン墓の夢・梅颸（ばいし）の杖[1]・治郎吉格子・勤王田舎噺・花街三和尚
16. 第16巻 月笛日笛
17. 第17巻（短篇集） 田崎草雲とその子・八寒道中・野槌の百・銀河まつり・菊一文字・邯鄲片手双紙・蜘蛛売紅太郎・増長天王
18. 第18巻 紅騎兵

### 講談社版全集(旧版)
1966年（昭和41年）8月から1970年（昭和45年）9月に講談社から刊行された。全56巻。収録作品は以下の通り。
1. 第1巻 剣難女難・神変麝香猫
2. 第2巻 鳴門秘帖
3. 第3巻 万花地獄・女来也
4. 第4巻 江戸三国志
5. 第5巻 貝殻一平・処女爪占師
6. 第6巻 恋ぐるま・金忠輔
7. 第7巻 江戸城心中・さけぶ雷鳥
8. 第8巻 牢獄の花嫁・隠密七生記・春秋編笠ぶし・一領具足組
9. 第9巻 桧山兄弟
10. 第10巻 女人曼陀羅・お千代傘
11. 第11巻 燃える富士・修羅時鳥・菊一文字
12. 第12巻 恋山彦・善魔鬘・きつね雨
13. 第13巻 かんかん虫は唄う・あるぷす大将・青空士官・夜の司令官
14. 第14巻 虚無僧系図・自雷也小僧
15. 第15巻 松のや露八・遊戯菩薩・無明有明
16. 第16巻 新編忠臣蔵・彩情記
17. 第17巻 宮本武蔵 第1
18. 第18巻 宮本武蔵 第2
19. 第19巻 宮本武蔵 第3
20. 第20巻 親鸞
21. 第21巻 魔粧仏身・悲願三代塔・江戸長恨歌
22. 第22巻 新書太閤記 第1
23. 第23巻 新書太閤記 第2
24. 第24巻 新書太閤記 第3
25. 第25巻 新書太閤記 第4
26. 第26巻 三国志 第1
27. 第27巻 三国志 第2
28. 第28巻 三国志 第3
29. 第29巻 梅里先生行状記・新版天下茶屋・柳生石舟斎
30. 第30巻 源頼朝・黒田如水
31. 第31巻 高山右近・上杉謙信
32. 第32巻 平の将門・大岡越前
33. 第33巻 新・平家物語 第1
34. 第34巻 新・平家物語 第2
35. 第35巻 新・平家物語 第3
36. 第36巻 新・平家物語 第4
37. 第37巻 新・平家物語 第5
38. 第38巻 新・平家物語 第6
39. 第39巻 私本太平記 第1
40. 第40巻 私本太平記 第2
41. 第41巻 私本太平記 第3
42. 第42巻 新・水滸傳 第1
43. 第43巻 新・水滸傳 第2 篝火の女・御鷹・魚紋・鍋島甲斐守・死んだ千鳥・?かみ浪人・夕顔の門・夏虫行燈・山浦清麿・林崎甚助・高橋泥舟・小野忠明・小野寺十内の妻・人間山水図巻
44. 第44巻（醤油仏-短編集第1） 醤油仏・八寒道中・野槌の百・飢えたる彰義隊・梅颸（ばいし）の杖[1]・銀河まつり・勤王田舎噺・治郎吉格子・明治秋風吟・函館病院・花街三和尚・無宿人国記・田崎草雲とその子・筑後川・雲霧閻魔帳・蝎を飼う女たち・下頭橋由来・退屈兵学者・黄昏の少将辻話・べんがら炬燵
45. 第45巻（袴だれ保輔-短編集第2） 玉堂琴士・慶応の朝・野火の兄弟・石を耕す男・みじか夜・峠・葉がくれ月・大谷刑部・牡丹焚火・朝顔更紗・鬼・悲願の旗・吉野太夫・城乗り一番・合戦小屋炉話・松風みやげ・東雄ざくら・柳生月影抄・茶漬三略・袴だれ保輔
46. 第46巻 随筆 宮本武蔵・随筆 新平家・随筆 私本太平記
47. 第47巻 草思堂随筆・窓辺雑草・草思堂雑稿・草莽寸心・折々の記・折々の記以後
48. 第48巻 忘れ残りの記・江の島物語・剣侠百花鳥・明治残血録・蜘蛛売紅太郎・邯鄲片手双紙・ナンキン墓の夢・旗岡巡査・めくら笛・あづち・わらんべ・戯曲 新・平家物語・年譜・作品年表
49. 別巻 第1巻 神州天馬侠
50. 別巻 第2巻 ひよどり草紙・月笛日笛・風神門
51. 別巻 第3巻 竜虎八天狗・母恋鳥
52. 別巻 第4巻 左近右近・胡蝶陣・やまどり文庫
53. 別巻 第5巻 天兵童子・魔海の音楽師・朝顔夕顔
54. 補巻 第1巻 親鸞記・剣魔侠菩薩・坂東侠客陣
55. 補巻 第2巻 紅騎兵・愛獄の父母・日本名婦伝
56. 補巻 第3巻 書簡・川柳・俳句・詩歌

### 講談社版全集(新版)
1979年（昭和54年）10月から1984年（昭和59年）7月に講談社から刊行された。全58巻。吉川英明が責任編集を担当した。収録作品は以下の通り。
1. 第1巻 剣難女難・坂東侠客陣 ISBN 4-06-146301-2
2. 第2巻 神変麝香猫・女来也 ISBN 4-06-146302-0
3. 第3巻 鳴門秘帖 ISBN 4-06-146303-9
4. 第4巻 万花地獄・隠密七生記 ISBN 4-06-146304-7
5. 第5巻 江戸三国志 ISBN 4-06-146305-5
6. 第6巻 貝殻一平・金忠輔 ISBN 4-06-146306-3
7. 第7巻 牢獄の花嫁・江戸城心中 ISBN 4-06-146307-1
8. 第8巻 桧山兄弟 ISBN 4-06-146308-X
9. 第9巻 燃える富士・修羅時鳥・春秋編笠ぶし ISBN 4-06-146309-8
10. 第10巻 あるぷす大将・青空士官・かんかん虫は唄う・旗岡巡査．「秋索々」井上靖著 ISBN 4-06-146310-1
11. 第11巻 松のや露八・恋山彦・遊戯菩薩 ISBN 4-06-146311-X
12. 第12巻 虚無僧系図・お千代傘 ISBN 4-06-146312-8
13. 第13巻 新編忠臣蔵・きつね雨．「吉川先生との巡り合い」東山魁夷著．「預置候金銀請払帳」広瀬仁紀著．「SF家族」吉川英明著 ISBN 4-06-146313-6
14. 第14巻 親鸞 ISBN 4-06-146314-4
15. 第15巻 宮本武蔵 1 ISBN 4-06-146315-2
16. 第16巻 宮本武蔵 2 ISBN 4-06-146316-0
17. 第17巻 宮本武蔵 3 ISBN 4-06-146317-9
18. 第18巻 宮本武蔵 4・随筆 宮本武蔵 ISBN 4-06-146318-7
19. 第19巻 新書太閤記 1 ISBN 4-06-146319-5
20. 第20巻 新書太閤記 2 ISBN 4-06-146320-9
21. 第21巻 新書太閤記 3 ISBN 4-06-146321-7
22. 第22巻 新書太閤記 4 ISBN 4-06-146322-5
23. 第23巻 新書太閤記 5 ISBN 4-06-146323-3
24. 第24巻 三国志 1 ISBN 4-06-146324-1
25. 第25巻 三国志 2 ISBN 4-06-146325-X
26. 第26巻 三国志 3 ISBN 4-06-146326-8
27. 第27巻 三国志 4 ISBN 4-06-146327-6
28. 第28巻 源頼朝・剣の四君子 ISBN 4-06-146328-4
29. 第29巻 梅里先生行状記・黒田如水・日本名婦伝 ISBN 4-06-146329-2
30. 第30巻 高山右近・上杉謙信 ISBN 4-06-146330-6
31. 第31巻 平の将門・大岡越前 ISBN 4-06-146331-4
32. 第32巻 新・平家物語 1 ISBN 4-06-146332-2
33. 第33巻 新・平家物語 2 ISBN 4-06-146333-0
34. 第34巻 新・平家物語 3 ISBN 4-06-146334-9
35. 第35巻 新・平家物語 4 ISBN 4-06-146335-7
36. 第36巻 新・平家物語 5 ISBN 4-06-146336-5
37. 第37巻 新・平家物語 6 ISBN 4-06-146337-3
38. 第38巻 新・平家物語 7 ISBN 4-06-146338-1
39. 第39巻 新・平家物語 8・随筆 新平家 ISBN 4-06-146339-X
40. 第40巻 私本太平記 1 ISBN 4-06-146340-3
41. 第41巻 私本太平記 2 ISBN 4-06-146341-1
42. 第42巻 私本太平記 3 ISBN 4-06-146342-X
43. 第43巻 私本太平記 4・随筆 私本太平記 ISBN 4-06-146343-8
44. 第44巻 新・水滸伝 1 ISBN 4-06-146344-6
45. 第45巻 新・水滸伝 2・戯曲 新平家物語・あづち・わらんべ・めくら笛・ナンキン墓の夢・春雨郵便 ISBN 4-06-146345-4
46. 第46巻（初期短編集 年譜・作品年表） 忘れ残りの記-四半自叙伝・江の島物語・でこぼこ花瓶・馬に狐を乗せ物語・剣魔侠菩薩・金座大秘録・剣侠百花鳥-柔道流祖の伝・侠艶火焔車・因果針全伝・蜘蛛売紅太郎・邯鄲片手双紙 年譜：pp.425-473 ISBN 4-06-146346-2
47. 第47巻（短編集 1） 増長天王・醤油仏・飢えたる彰義隊・八寒道中・野槌の百・梅颸（ばいし）の杖[1]・銀河まつり・勤王田舎噺・治郎吉格子・函館病院・無宿人国記・田崎草雲とその子・雲務閻魔帳・退屈兵学者・下頭橋由来・蝎を飼う女たち・玉堂琴士・べんがら炬燵・黄昏の少将辻話 解題-吉川短編の小説的興趣 武蔵野次郎著 ISBN 4-06-146347-0
48. 第48巻（短編集 2） 野火の兄弟・石を耕す男・みじか夜峠・御鷹・大谷刑部・牡丹焚火・悲願の旗・鬼・吉野太夫・春の雁・合戦小屋炉話・城乗り一番・?かみ浪人・松風みやげ・山浦清麿・柳生月影抄・茶漬三略・人間山水図巻・袴だれ保輔．「あい見ての…」賀来曙美著 解説 短編作法の秀逸さ 武蔵野次郎著 ISBN 4-06-146348-9
49. 第49巻 神州天馬侠 ISBN 4-06-146349-7
50. 第50巻 龍虎八天狗 ISBN 4-06-146350-0
51. 第51巻 天兵童子・ひよどり草紙 ISBN 4-06-146351-9
52. 第52巻 草思堂随筆・窓辺雑草・草思堂雑稿・草莽寸心・折々の記・折々の記以後 ISBN 4-06-146352-7
53. 第53巻 書簡・川柳・俳句・詩歌 ISBN 4-06-146353-5
54. 補巻1 井伊大老・桜田拾遺・紅騎兵 ISBN 4-06-146361-6
55. 補巻2 無明有明・江戸長恨歌 ISBN 4-06-146362-4
56. 補巻3 新版天下茶屋・魔粧仏身 ISBN 4-06-146363-2
57. 補巻4 自雷也小僧・さけぶ雷鳥 ISBN 4-06-146364-0
58. 補巻5 悲願三代塔・愛獄の父母 ISBN 4-06-146365-9

## 関連文献
- 講談社 編『吉川英治とわたし　復刻版　吉川英治全集月報』講談社、1992年9月7日。ISBN 4-06-205904-5。 - 注記：吉川英治生誕百年記念。